# Morti nel 1546
| Questa pagina contiene informazioni ricavate automaticamente dalle voci biografiche con l'ausilio del template Bio e di un bot. L'aggiornamento è periodico e automatico e ricostruisce completamente la pagina. Se manca una persona in questa lista, sei pregato di non aggiungerla, ma accertati piuttosto che la sua voce biografica contenga il template Bio e che i dati anagrafici siano correttamente compilati. Se il template Bio manca, inseriscilo tu stesso o, in alternativa, metti l'avviso {{tmp\|Bio}} che ne segnala la mancanza. Se i dati riportati sono sbagliati, correggi direttamente la voce biografica; le modifiche saranno visibili in questa lista entro pochi giorni. Per chiarimenti vedi il progetto biografie. La lista contiene solo le 57 persone che sono citate nell'enciclopedia e per le quali è stato implementato correttamente il template Bio. Pagina aggiornata al 2 giu 2025. |

## Gennaio(7)
- 2 gennaio - Camillo Boccaccino, pittore italiano (n. 1505)
- 2 gennaio - Carlo del Mantegna, pittore italiano
- 11 gennaio - Ernesto I di Brunswick-Lüneburg, nobile tedesco (n. 1497)
- 12 gennaio - Francisco de Vitoria, religioso, filosofo e giurista spagnolo
- 13 gennaio - Geremia I di Costantinopoli, arcivescovo ortodosso greco
- 18 gennaio - Blasco Núñez Vela, esploratore spagnolo (n. 1490)
- 31 gennaio - Gaudenzio Ferrari, pittore e scultore italiano

## Febbraio(2)
- 18 febbraio - Martin Lutero, teologo tedesco (n. 1483)
- 23 febbraio - Francesco di Borbone-Vendôme, principe francese (n. 1519)

## Marzo(4)
- 20 marzo - Manfredo II da Correggio, politico italiano
- 26 marzo - Thomas Elyot, umanista e diplomatico inglese
- 27 marzo - Juan Díaz, teologo spagnolo (n. 1510)
- 31 marzo - Alfonso III d'Avalos, militare e politico italiano (n. 1502)

## Aprile(3)
- 4 aprile - Ruy López de Villalobos, esploratore spagnolo (n. 1500)
- 7 aprile - Friedrich Myconius, teologo tedesco (n. 1490)
- 22 aprile - Juan García Loaysa, cardinale e arcivescovo cattolico spagnolo (n. 1478)

## Maggio(4)
- 17 maggio - Philipp von Hutten, esploratore tedesco (n. 1505)
- 28 maggio - Ottaviano de' Medici, italiano (n. 1484)
- 29 maggio - David Beaton, cardinale scozzese (n. 1494)
- 31 maggio - Nanni Unghero, intagliatore e architetto italiano (n. 1480)

## Giugno(1)
- 13 giugno - Fridolin Sicher, compositore e organista svizzero (n. 1490)

## Luglio(3)
- 4 luglio - Pietro Bonomo, vescovo cattolico, letterato e diplomatico italiano (n. 1458)
- 9 luglio - Robert Maxwell, V Lord Maxwell, nobile, militare e politico scozzese (n. 1493)
- 16 luglio - Anne Askew, poetessa e scrittrice inglese (n. 1521)

## Agosto(5)
- 1º agosto - Pietro Favre, teologo francese (n. 1506)
- 3 agosto - Étienne Dolet, umanista francese (n. 1509)
- 3 agosto - Antonio da Sangallo il Giovane, architetto italiano (n. 1484)
- 4 agosto - Mariangelo Accursio, umanista, filologo e archeologo italiano (n. 1489)
- 16 agosto - Giovanni Vincenzo Acquaviva d'Aragona, cardinale e vescovo cattolico italiano (n. 1490)

## Settembre(3)
- 3 settembre - Petru IV Rareș, principe (n. 1487)
- 5 settembre - Angelo Marzi, vescovo cattolico italiano (n. 1477)
- 28 settembre - Marino Grimani, cardinale e patriarca cattolico italiano

## Ottobre(3)
- 11 ottobre - Simone Napoli da Calascibetta, religioso italiano
- 23 ottobre - Peter Flötner, scultore, orafo e intagliatore tedesco (n. 1490)
- 28 ottobre - James Butler, IX conte di Ormond, nobile irlandese (n. 1496)

## Novembre(2)
- 1º novembre - Giulio Romano, pittore e architetto italiano
- 7 novembre - Konrad Lagus, giurista e umanista tedesco

## Senza giorno specificato(20)
- Pietro IV Alighieri, nobile e politico italiano (n. 1494)
- Khayr al-Dīn Barbarossa, corsaro e ammiraglio ottomano (n. 1478)
- Valerio Belli, orafo, incisore e medaglista italiano (n. 1468)
- Egidio Bossi, giurista italiano (n. 1488)
- Francesco Campana, abate italiano
- Andrea Centurione Pietrasanta, doge (n. 1471)
- Chairacha, sovrano siamese
- Suor Cleofe, religiosa e miniatrice italiana
- Simon de Colines, editore francese (n. 1480)
- Gian Battista Covo, architetto italiano
- Miguel Mai, politico, diplomatico e umanista spagnolo
- Nicola Mangone, pittore italiano
- Pascale Oddone, pittore italiano
- Francisco de Orellana, esploratore spagnolo (n. 1511)
- Francesco Riario-Sforza, vescovo cattolico italiano (n. 1487)
- Diego Sandoval de Castro, poeta italiano (n. 1516)
- Ambrogio Trivulzio, militare e vescovo cattolico italiano
- Uesugi Tomosada, militare giapponese (n. 1525)
- George Wishart, religioso scozzese (n. 1513)
- Ginés de Mafra, marinaio spagnolo (n. 1493)